# Larry Dias
Larry Dias ist ein Szenenbildner.

## Leben
Dias begann seine Karriere 1989 als Requisiteur für die kurzlebige Fernsehshow Just Say Julie. Nach einigen Fernsehproduktionen als Szenenbildner hatte er sein erstes Filmengagement 1995 in der Filmromanze Während Du schliefst mit Sandra Bullock. Nach größeren Spielfilmproduktionen wie America’s Sweethearts arbeitete er 2003 mit Fluch der Karibik an einem internationalen Blockbuster; diesem folgten Transformers und Indiana Jones und das Königreich des Kristallschädels.
Für Christopher Nolans Inception war er zusammen mit Guy Hendrix Dyas und Doug Mowat 2011 für den Oscar in der Kategorie Bestes Szenenbild nominiert. Den im selben Jahr verliehenen BAFTA Film Award in der Kategorie Bestes Szenenbild konnten sie für Inception dagegen gewinnen. Dias war zwischen 2009 und 2014 drei Mal für den Excellence in Production Design Award der Art Directors Guild nominiert, wobei er den Preis einmal gewinnen konnte; ebenfalls 2011 für Inception.
Zwischen 2012 und 2015 arbeitete Dias an allen vier Filmen der Filmreihe Die Tribute von Panem.

## Filmografie (Auswahl)
- 1993: Im Bann des Zweifels (Benefit of the Doubt)
- 1995: Während Du schliefst (While You Were Sleeping)
- 1996: Die Geschichte vom Spitfire Grill (The Spitfire Grill)
- 1996: Der große Stromausfall – Eine Stadt im Ausnahmezustand (The Trigger Effect)
- 1997: A Smile Like Yours – Kein Lächeln wie Deins (A Smile Like Yours)
- 1999: Tötet Mrs. Tingle! (Teaching Mrs. Tingle)
- 1999: Instinkt
- 2000: The Kid – Image ist alles (The Kid)
- 2000: Lost Souls – Verlorene Seelen (Lost Souls)
- 2001: Eine Nacht bei McCool’s (One Night at McCool’s)
- 2001: America’s Sweethearts
- 2001: Rat Race – Der nackte Wahnsinn (Rat Race)
- 2003: Tränen der Sonne (Tears of the Sun)
- 2003: Fluch der Karibik (Pirates of the Caribbean: The Curse of the Black Pearl)
- 2004: The Village – Das Dorf (The Village)
- 2005: Serenity – Flucht in neue Welten (Serenity)
- 2006: Das Mädchen aus dem Wasser (Lady in the Water)
- 2007: Transformers
- 2008: Indiana Jones und das Königreich des Kristallschädels (Indiana Jones and the Kingdom of the Crystal Skull)
- 2009: Agora – Die Säulen des Himmels (Agora)
- 2010: Die Legende von Aang (The Last Airbender)
- 2010: Inception
- 2012: Die Tribute von Panem – The Hunger Games (The Hunger Games)
- 2012: Battleship
- 2013: Die Tribute von Panem – Catching Fire (The Hunger Games: Catching Fire)
- 2014: Die Tribute von Panem – Mockingjay Teil 1 (The Hunger Games: Mockingjay – Part 1)
- 2015: Die Tribute von Panem – Mockingjay Teil 2 (The Hunger Games: Mockingjay – Part 2)
- 2017: Mother!
- 2018: Rampage – Big Meets Bigger (Rampage)
- 2018: Venom
- 2022: Black Adam

## Auszeichnungen (Auswahl)
- 2011: Oscar-Nominierung in der Kategorie Bestes Szenenbild für Inception
- 2011: BAFTA Film Award in der Kategorie Bestes Szenenbild für Inception